# Nyctemera restrictum
Nyctemera restrictum là một loài bướm đêm thuộc phân họ Arctiinae, họ Erebidae.